# 和舞村
和舞村（わまいむら）は、かつて新潟県中蒲原郡にあった村。1901年11月1日の新設合併によって消滅し、現在は新潟市江南区の一部となっている。
以下の記述は合併直前当時の旧和舞村に関しての記述であり、現在では名称等が異なる場合がある。なお、ここに記述されていない内容に関しては新潟市などの記事を参照。

## 沿革
- 1889年（明治22年）4月1日 - 町村制施行に伴い中蒲原郡和田村、舞潟村、平賀村、上和田村、花ノ牧村が合併し、和舞村が発足。
- 1901年（明治34年）11月1日 - 中蒲原郡割野村、嘉瀬村、酒屋村と合併し、両川村となり消滅。

## 地域
和舞村は、合併した村名を継承する以下の大字で構成される。
舞潟（まいがた）

1889年（明治22年）まであった舞潟村の区域。現在の新潟市江南区舞潟。
平賀（ひらが）

1889年（明治22年）まであった平賀村の区域。現在の新潟市江南区平賀。
和田（わだ）

1889年（明治22年）まであった和田村の区域。現在の新潟市江南区和田。
花ノ牧（はなのまき）
1889年（明治22年）まであった花ノ牧村の区域。現在の新潟市江南区花ノ牧。
上和田（かみわだ）

1889年（明治22年）まであった上和田村の区域。現在の新潟市江南区上和田。